# Бачинський Вільгельм Маркович
Вільгельм Маркович Бачинський (нар. 7 липня 1923, Черкаси — 24 травня 2003, Рівне) — український радянський історик КПРС, доктор історичних наук (з 1983 року), професор (з 1985 року).

## Біографія
1941 року закінчив Чернівецький університет. Учасник німецько-радянської війни, кавалер бойових нагород. З 1954 до 1955 працював у Донецькому індустріальному інституті, з 1956 до 1961 в Іванівському енергоінституті, з 1961 – в Українському університеті водного господарства та природокористування в Рівному: доцент, завідувач кафедри українознавства, з 1994 до 1995 року.

## Публікації
- Очерки истории Ивановской организации КПСС. 1892–1917. Ч. 1. Іваново, 1963 (со-автор);
- Прислужники націоналістичного охвістя. К., «Знання», 1963;
- КПРС в боротьбі за підвищення добробуту трудящих. К., 1974;
- Волинь у XVI–XVIII ст. К., 1997 (со-автор).